# Walter Eli Clark

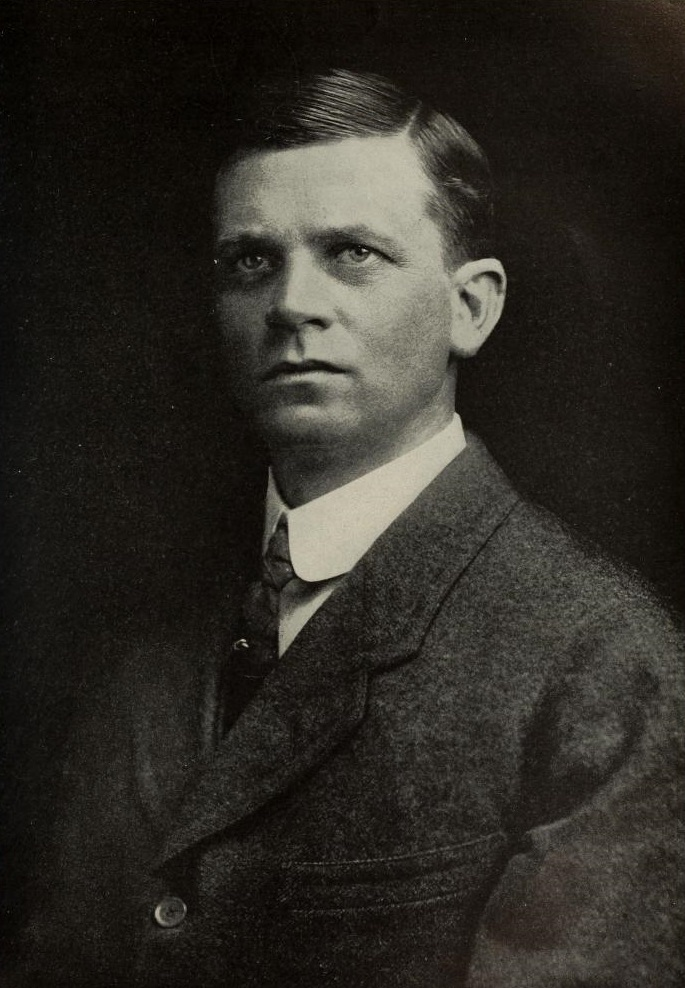
Walter Eli Clark

Walter Eli Clark (* 7. Januar 1869 in Ashford, Connecticut; † 4. Februar 1950 in Charleston, West Virginia) war ein US-amerikanischer republikanischer Politiker. Zwischen 1909 und 1913 war er Gouverneur des Districts of Alaska und des Alaska-Territoriums.
Walter Clark besuchte die öffentlichen Schulen seiner Heimat. Im Jahr 1887 absolvierte er die Connecticut State Normal School aus der die heutige Central Connecticut State University hervorging. Anschließend arbeitete er für einige Zeit als Lehrer, ehe er ein Philosophiestudium an der Wesleyan University begann, das er im Jahr 1895 erfolgreich abschloss. Anschließend arbeitete er für einige Zeit in verschiedenen Städten und Funktionen in der Zeitungsbranche. Er nahm am Goldrausch in Alaska teil und bereiste dieses Gebiet in den Jahren 1903 und 1906. Politisch schloss er sich der Republikanischen Partei an. Im Jahr 1909 wurde er vom damals neuen US-Präsidenten William Howard Taft zum Distriktgouverneur von Alaska ernannt. Dieses Amt bekleidete er bis 1913, dem Ende der Taft Administration. Die Nominierung für das Amt verdankt er seinen früheren Erfahrungen in Alaska. Während seiner Amtszeit wurden unter anderem der acht Stunden Tag und das Frauenwahlrecht eingeführt. Allerdings war Clark ein Gegner der Erhebung Alaskas zu einem US-Territorium. Er konnte diesen Schritt im Jahr 1912 aber nicht verhindern, weil der Kongress eine entsprechende Vorlage verabschiedet hatte. Nach Tafts Abwahl und der Amtsübernahme von Woodrow Wilson als neuer US-Präsident verlor Clark sein Amt in Alaska wieder.
Nach dem Ende seiner politischen Laufbahn in Alaska ließ sich Walter Clark in Charleston in West Virginia nieder, wo er in der Zeitungsbranche arbeitete. Dort machte er sich auch einen Namen als Rosenzüchter. Er gründete 1922 einen Rosenzüchterverein (Charleston Rose Society) und war in den Jahren 1928 und 1929 Präsident der Vereinigung amerikanischer Rosenzüchter (American Rose Society). Er starb am 4. Februar 1950.